# Saint-Martin-sur-Nohain
Saint-Martin-sur-Nohain – miejscowość i gmina we Francji, w regionie Burgundia-Franche-Comté, w departamencie Nièvre.
Według danych na rok 1990 gminę zamieszkiwało 358 osób, a gęstość zaludnienia wynosiła 15 osób/km² (wśród 2044 gmin Burgundii Saint-Martin-sur-Nohain plasuje się na 562 miejscu pod względem liczby ludności, natomiast pod względem powierzchni na miejscu 314).